# Cryphonectriaceae
Cryphonectriaceae Gryzenh. & M.J. Wingf. – rodzina grzybów z rzędu Diaporthales.

## Charakterystyka
Grzyby mikroskopijne, pasożyty. Cryphonectriaceae są ważnymi patogenami powodującymi raka krzewów i drzew z rodziny zaczerniowatych (Melastomataceae) i mirtowatych i (Myrtaceae).

## Systematyka
Pozycja w klasyfikacji według Index Fungorum
Diaporthales, Diaporthomycetidae, Sordariomycetes, Pezizomycotina, Ascomycota, Fungii.
Rodzaje
Do taksonomii rodzinę tę wprowadzili w 2006 r. Marieka Gryzenhout i Michael John Wingfield. Według aktualizowanej klasyfikacji Index Fungorum bazującej na Dictionary of the Fungi należą do niej rodzaje:

- Amphilogia Gryzenh., H.F. Glen & M.J. Wingf. 2005
- Aurantioporthe G.L. Beier & Blanchette 2015
- Aurantiosacculus Dyko & B. Sutton 1979
- Aurapex Gryzenh. & M.J. Wingf. 2006
- Aurifilum Begoude, Gryzenh. & Jol. Roux 2010
- Capillaureum M.E.S. Oliveira, Ga.A. Silva & Maria A. Ferreira 2019
- Celoporthe Nakab., Gryzenh., Jol. Roux & M.J. Wingf. 2006
- Chrysocrypta Crous & Summerell 2012
- Chrysofolia Crous & M.J. Wingf. 2015
- Chrysomorbus S.F. Chen 2017
- Chrysoporthe Gryzenh. & M.J. Wingf. 2004
- Corticimorbus S.F. Chen & M.J. Wingf. 2016
- Cryphonectria (Sacc.) Sacc. & D. Sacc. 1905
- Cryptometrion Gryzenh. & M.J. Wingf. 2010
- Endothiella Sacc. 1906
- Eriocamporesia R.H. Perera, Samarak. & K.D. Hyde 2020
- Foliocryphia Cheew. & Crous 2009
- Holocryphia Gryzenh. & M.J. Wingf. 2006
- Immersiporthe S.F. Chen, M.J. Wingf. & Jol. Roux 2013
- Latruncellus M. Verm., Gryzenh. & Jol. Roux 2011
- Luteocirrhus C.F. Crane & T.I. Burgess 2013
- Microthia Gryzenh. & M.J. Wingf. 2006
- Myrtonectria Marinc., D.B. Ali & Jol. Roux 2018
- Myrtoporthe Abdul Rauf, Marinc. & M.J. Wingf. 2019
- Parvomorbus Wen Wang & S.F. Chen 2020
- Parvosmorbus Wen Wang & S.F. Chen 2020
- Pseudocryphonectria Huayi Huang 2022
- Rostraureum Gryzenh. & M.J. Wingf. 2005
- Ursicollum Gryzenh. & M.J. Wingf. 2006[1].